# إيتان غينزبورغ
إيتان غينزبورغ (بالعبرية: אֵיתָן גִּינְזְבּוּרְג) (بالإنجليزية: Eitan Ginzburg) من مواليد 25 يناير 1977) هو سياسي إسرائيلي. يعتبر أول رئيس بلدية مثلي الجنس علنًا في إسرائيل عندما أصبح رئيسًا لبلدية رعنانا في عام 2018، تم انتخابه للكنيست منذ أبريل 2019 وكان وزيرًا للاتصالات لمدة شهر في عام 2021.

## سيرة ذاتية
ولد غينزبورغ في لابلاتا في الأرجنتين. هاجرت عائلته إلى إسرائيل عندما كان يبلغ من العمر ثمانية عشر شهرًا واستقروا في البداية في كيبوتس أور هانر قبل أن ينتقلوا إلى رعنانا عندما كان في العاشرة من عمره. أدى خدمته الوطنية في الجيش الإسرائيلي في فيلق الشرطة العسكرية بعد تعليمه في مدرسة أوستروفسكي الثانوية، ووصل إلى رتبة رائد بحلول وقت تسريحه في عام 1999.
حصل غينزبورغ على بكالوريوس الحقوق والبكالوريوس في الحكومة من مركز هرتسليا متعدد التخصصات ودرجة الماجستير في العلوم السياسية من جامعة تل أبيب. كان في أوائل العقد الأول من القرن العشرين من بين مؤسسي «حزب يسرائيل أحيرت» وكان الثاني على قائمته في الانتخابات التشريعية الإسرائيلية 2003 لكن الحزب فشل في الفوز بأي مقعد. ولكن أصبح أصغر شخص يتم انتخابه لعضوية مجلس مدينة رعنانا في الانتخابات البلدية في عام 2003 عندما تم انتخابه في القائمة المستقلة عن رعنانا برئاسة زعيف بيلسكي. كان غونزبيرغ مستشارًا لنائب وزير الدفاع الإسرائيلي متان فلنائي.
ترأس قائمة حزب العمل الإسرائيلي في المدينة في الانتخابات البلدية لعام 2008، وأعيد انتخابه لولاية أخرى. وشغل منصب نائب رئيس بلدية بالإنابة منذ عام 2010. وعاد مرة أخرى إلى قائمة بيلسكي لانتخابات 2013. انتخب أعضاء مجلس المدينة غينزبورغ بعد استقالة بيلسكي من منصب رئيس البلدية في مارس 2018 ليكون بديلاً له حتى انتخابات البلدية في أكتوبر 2018، ليصبح أول رئيس بلدية مثلي الجنس علنًا في البلاد. ولكنه خسر في انتخابات أكتوبر أمام خايم برويد في الجولة الثانية بنسبة 41.74% من الأصوات لصالح برويد.
انضم غينزبورغ إلى حزب الصمود الإسرائيلي الجديد في عام 2019. وحصل على المركز الثاني والثلاثين في القائمة المشتركة بعد أن أصبح الحزب جزءًا من تحالف أزرق أبيض وانتُخب لاحقًا للكنيست حيث حصل التحالف على 35 مقعدًا في منذ أبريل 2019. أصبح وزيرا للاتصالات في مايو 2021، وهو منصب شغله حتى يونيو 2021.